# Palliativ vård
Palliativ vård (från latinets pallium, "mantel" och palliatus, "bemantlad", där manteln symboliserar omsorgen om den döende människan) omfattar vård av en patient med icke botbar sjukdom, med förväntad dödlig utgång. Den palliativa vården omfattar en tidig och sen fas. Den tidiga fasen inleds då det konstaterats att sjukdomen inte längre kan botas men åtgärder mot denna sjukdom fortfarande kan vidtas för att förlänga livet. I den sena fasen upphör åtgärder för att förlänga livslängden och vården syftar då till symtomlindring, snarare än att förändra sjukdomsförloppet.
Patienter i tidig fas av palliativ vård kan ibland ha en långvarig förväntad livslängd beroende på vilken typ av sjukdom patienten lider av; till exempel kan patienter med en spridd bröstcancer ibland leva i flera år genom palliativ läkemedelsbehandling. Vid övergång från tidig till sen palliativ vård genomförs i Sverige vanligen ett brytpunktssamtal. Livsförlängande behandling av grundsjukdomen upphör då men det kan initialt vara aktuellt med insatser som i och för sig förlänger livet, exempelvis en antibiotikakur för en lunginflammation. Den avslutande delen av sen palliativ vård omfattar livets absoluta slutskede. Endast ren symtomlindring är då aktuell, exempelvis att fukta munhålan vid törstupplevelse snarare än att ge intravenös vätskebehandling. Den palliativa vårdens sista insats är ett efterlevandesamtal.
Palliativ vård är inriktad mot sjukdom med förväntad dödlig utgång där ingen botande behandling är möjlig. Sjukvårdsenheter i Sverige med palliativ profil tenderar att vara inriktade mot sen palliativ och särskilt vård i livets absoluta slutskede. Det kan leda till missförståndet att palliativ vård endast omfattar sådana tillstånd medan begreppet alltså syftar på all vård av tillstånd med förväntad dödlig utgång där det inte finns någon botande behandling.
Palliativ vård benämns ibland helhetsvård eller lindringsvård. Tidigare användes begreppet terminalvård för att beskriva den palliativa vården de sista dagarna i livet hos en döende patient men detta begrepp har mer eller mindre övergetts idag.

## Filosofi och utveckling
Palliativ vård utgår från den moderna Hospisrörelsen. Denna rörelse kommer från Storbritannien och är särskilt förknippad med Dame Cicely Saunders, som 1967 startade St Christophers Hospice utanför London. Begreppet anses härstamma från Sankt Martin som delade med sig av sin mantel till en naken fattig människa. Palliativ vård kan stå för en stor spännvidd när det gäller att lindra symtom hos en patient med icke botbar sjukdom.
Vårdfilosofin inom palliativ vård präglas av en helhetssyn på vården av döende där målet är ”att få leva tills man dör” genom att upprätthålla funktioner, livskvalitet och ett värdigt liv. Grundläggande är lindring av smärta och andra plågsamma symtom hos patienten men också att ge stöd till de närstående. Den palliativa vården beaktar fysiska, psykiska, sociala och andliga/existentiella behov. Ett palliativt förhållningssätt och kunskaper om basal palliativ vård skall finnas på alla platser där svårt sjuka och döende vårdas, till exempel i närsjukvården, inom geriatrik och akutsjukvård samt på vård- och omsorgsboenden (äldreboenden). Inom specialiserad palliativ vård finns kompetens att behandla patienter med mer komplexa symtom och problem. Verksamheten förutsätter tillgång till ett specialiserat team dygnet runt.
Palliativ vård inleds när det konstateras att en sjukdom inte kan botas och kan förväntas leda till döden, exempelvis många former av spridd cancer. I tidigt skede är det fortfarande aktuellt med livsförlängande behandling, exempelvis strålbehandling av dottertumörer. Detta skede kan vara kortvarigt men kan även pågå under en längre tid. I vissa fall kan det exempelvis vara möjligt behandla en spridd cancersjukdom så att individen upprätthåller en god livskvalitet under månader eller år. I sent skede inriktas behandlingen på symtomlindring, exempelvis smärtstillande läkemedelsbehandling. Det kan dock fortfarande vara aktuellt att behandla komplikationer. Exempelvis kan det vara motiverat att en cancerpatient i sent palliativt skede får en antibiotikakur för en infektion. I livets absoluta slutfas utsätts all behandling som inte är behjälplig för den mycket begränsade återstående livslängden. I denna fas avstås ofta från att försöka behandla komplikationer som infektioner eftersom ett förlängt lidande för patienten väger tyngre än en möjlig marginellt utökad livslängd.
Den europeiska föreningen för palliativ vård, EAPC, bildades 1988. Föreningen arrangerar bland annat årliga vetenskapliga kongresser för att sprida kunskap, främja forskning och utveckling. Palliativ medicin är en medicinsk specialitet bland annat i England, Polen, Rumänien samt i Kanada och USA.

## Sverige
Som pionjär i svensk palliativ vård brukar Barbro Beck-Friis framhållas. Hon utvecklade på 1970-talet den lasarettsanslutna hemsjukvården LAH, den så kallade "Motala-modellen" och har varit drivande inom palliativ vård i Sverige.
Idag finns drygt ett hundratal verksamheter som bedriver palliativ vård inom ramen för avancerad hemsjukvård och i slutenvård. Palliativ medicin är från 1 maj 2015 en tilläggsspecialitet i Sverige. Läkare med specialistkompetens i en klinisk specialitet, det vill säga med direkt patientkontakt (exempelvis internmedicin och psykiatri) kan vidareutbilda sig i palliativ medicin. Endast vid ett fåtal universitet och högskolor finns akademiska företrädare. Forskningen inom palliativ vård är emellertid under stark utveckling.
I den parlamentariska utredningen SOU 2001:6  gavs rekommendationer för hur den palliativa vården kan förbättras. En skrivelse från regeringen 2005 gav Socialstyrelsen i uppdrag att göra en uppföljning av den palliativ vården i Sverige jämfört med situationen 2001. I Socialstyrelsens rapport från december 2006 framkommer att det fortfarande på många håll saknas strategier, kompetens och organisation för ett bra omhändertagande i livets slutskede .

### Brytpunktssamtal och förväntat dödsfall
När vården övergår från att förlänga återstående livstid, till att enbart lindra symtom hålls enligt praxis ett brytpunktssamtal med läkare, där den döende och dennes närstående informeras om hälsoläget, möjliga behandlingar och har möjlighet att ställa frågor och framföra ev önskemål om den fortsatta vården. 

I samband med detta samtal dokumenteras så kallat förväntat dödsfall i patientjournalen och på ett särskilt formulär. Detta innebär att en läkare ej behöver se den avlidne utan tjänstgörande sjuksköterska kontrollerar bland annat hjärtljud och andning och tid för dödsfallet och meddelar ansvarig läkare, så att denne kan utfärda dödsbevis och dödsorsaksintyg. Även mediciner för smärtlindring, ångestdämpning och för att underlätta andningen ordineras ofta i samband med detta.